# ジョン・セルウッド
ジョン・セルウッド（John James Sellwood、1866年10月19日 - 1944年4月29日）は、アメリカ合衆国のアメリカ人医師、軍医、オルガン奏者。明治時代に米国聖公会から日本に派遣された宣教医師（medical missionary）。オレゴン州ポートランドのセルウッド病院（後のポートランド総合病院／Portland General hospital）創設者であり、叔父にちなんで名付けられたポートランドのセルウッド地区で45年間医療に従事した。また、アメリカ陸軍に軍医として従軍し、最初の陸軍救急隊をポートランドで結成するとともに、第一次世界大戦におけるフランス戦線に参加した。

## 人物・経歴
1866年10月19日、アメリカオレゴン州オレゴンシティ生まれ。父のジョン・W・セルウッド（John W. Sellwood）は、米国聖公会の牧師としてオレゴンシティの教会で司牧し、後にポートランドのセント・デイビッド教会（St. David's church）を組織し、その初代牧師となった。父のもとで、セルウッドは教会の初代オルガン奏者を務めた。
1878年にセルウッドはオレゴン州イーストポートランドへ移り、Bishop Scott academyに通い、1887年に同州セイラムにあるウィラメット大学医科大学（Willamette University College of Medicine）を卒業し、M.D.（Medical Doctor）を取得した。
カナダ太平洋汽船会社（Canadian Pacific Steamship company／現・CP Ships）の船医として3年間勤務したのち、米国聖公会海外伝道委員会より、日本への派遣宣教医師（medical missionary）に任命される。既に1888年（明治21年）5月に来日したヴィクター・ローとともに、東京で以前に医療宣教活動を行ったフランク・ハレルの後任の位置づけであった。
医療宣教医師として来日
セルウッドは1890年（明治23年）3月11日に来日し、築地居留地18番で医療宣教に従事する。その場所は当時、イギリス人薬剤師トンプソン（Arthur W. Thompson）の所有地であり、トンプソンとともにセルウッドは、同年5月5日より診療活動を開始する。トンプソンは1878年頃からスコットランド一致長老教会の医療宣教師ヘンリー・フォールズの築地病院（健康社）で働いていた。築地病院（健康社）は次第に荒廃し、フォールズが1886年（明治19年）に帰国したのち、1888年（明治21年）に閉院となっていた。
セルウッドは、この1890年（明治23年）に、110人の患者を診察し、428回の往診を行ったことが分かっている。スコットランド一致長老教会のフォールズが1874年（明治7年）3月に来日した折から、米国聖公会の主教であるチャニング・ウィリアムズは温かく迎え、連携して活動したが、セルウッドの来日後も、以前にはフォールズの宣教師館でもあった築地居留地18番地において診療活動を行うなど、スコットランド一致長老教会と米国聖公会は、医療事業でも日本で連携して活動を行った。
また、1880年代の日本では、西洋医学を学んで開業する日本人の医師も多くなり、外国人の医療宣教師たちもこれまでと同様に医療を行うだけでは、患者の獲得が難しくなる状況も生じていたことから、アメリカン・ボードの宣教医師のジョン・カッティング・ベリーやテイラー（Wallace Taylor）や、同じく米国聖公会のヘンリー・ラニングが行う慈善医療をセルウッドも実施した。
1891年（明治24年）春には、セルウッドのために、新たな病院が設立される予定であったが、セルウッドの妻が体調を崩したため、1890年11月に夫妻でアメリカに帰国し、1891年3月をもってミッションを辞職した。
セルウッド帰国後の東京における聖公会の医療活動
日本で教育活動に従事したローも1890年（明治23年）12月に帰国してミッションを退任しており、セルウッドの帰国によって、米国聖公会の外国人宣教医師による東京での医療宣教活動は、大きな成果を残すことなく一旦中止となった。
しかし、セルウッドが帰国した同月の1890年（明治23年）11月1日に、米国聖公会の主教であるチャニング・ウィリアムズが要請して、医師で聖公会信徒の長田重雄が京橋区船松町13番地に「愛恵病院」（英語名：Tokyo Dispensary）を開設して院長となり、米国聖公会としての東京での医療宣教活動は継続された。また、浅草黒船町にも愛恵病院の拠点があったと思われる。
その後、愛恵病院は1896年（明治29年）6月13日に、立教大学校校舎（現・立教大学）があった築地居留地37番に移転し、「築地病院」（英語名：St. Luke's Hospital）と改称した。1899年（明治32年）秋に一旦閉鎖して、長田院長も辞任した後、1900年（明治33年）2月2日にウィリアムズの後任であるジョン・マキムの米国聖公会本部への要請が実り、米国聖公会の宣教医師ルドルフ・トイスラーが夫妻で来日すると、1901年（明治34年）2月12日に築地病院を前身とする「聖路加病院」（現在の聖路加国際病院）（英語名：St. Luke's Hospital）を同じ築地居留地37番に開設した。
帰国後のセルウッド、陸軍救援隊の結成
1917年6月に、セルウッドは最初のアメリカ陸軍救急隊をポートランドで結成した。その後、第363歩兵連隊に転属し、第一次世界大戦におけるフランスでの戦闘に参加したのち、1918年1月に少佐として除隊して予備役の大佐となった。